# Martin Eberhardt
Martin Eberhardt (* 10. März 1975 in St. Pölten) ist ein ehemaliger österreichischer Fußballspieler auf der Position eines Verteidigers, der zeitweilig als Profi mit dem FC Admira Wacker Mödling in der Bundesliga und mit den SV Gerasdorf und SV Stockerau in der Ersten Liga aktiv war.

## Karriere

### Spieler
Eberhardt begann seine Karriere beim FC Admira Wacker Mödling in der Bundesliga während der Saison 1993. Er war eineinhalb Jahre in der Bundesliga aktiv, ehe er in die Erste Liga zum SV Gerasdorf wechselte. Mit den Gerasdorfern konnte er in der Saison 1995/96 beinahe in die Bundesliga aufsteigen, doch sie scheiterten in der Relegation an seinem Ex-Klub FC Admira Wacker Mödling. Vier Jahre in Gerasdorf waren genug und so wechselte er zum Ligakonkurrenten SV Stockerau. Doch seine Zeit in Stockerau war nicht die Beste; Stockerau stieg in die Regionalliga Ost ab. Er wechselte daraufhin zum SV Würmla für ein Jahr. Doch die Liga war noch zu stark für ihn und er kam nur selten zum Zug. Deswegen wechselte er eine Etage tiefer in die Landesliga Niederösterreich zum SV Langenrohr. Dort blieb er vier Jahre, doch er bestritt beinahe alle Matches. Nach Langenrohr ging er zum Ligarivalen SV Haitzendorf. Dort konnte er zu seiner Form wieder finden und schoss in 79 Spielen 21 Tore, als Verteidiger wohlgemerkt. Doch selbst nach drei starken Saisonen schaffte er keine Verbesserung was die Liga anbetrifft und wechselte zum 1. SC Sollenau, die zur damaligen Zeit ebenfalls in der Landesliga aktiv waren. Doch mit ihnen konnte er den Aufstieg packen und konnte noch einmal eine Saison in der Regionalliga Ost spielen. Nach seinem kurzen Gastspiel wechselte er wieder in die Landesliga zum ASK Kottingbrunn, und dann zum FC Tulln für ein Jahr, wo er dann seine aktive Spielerkarriere beendete. 

### Trainer
Eberhardt begann nach seiner aktiven Spielerzeit als Trainer beim FC Tulln, wo eineinhalb Jahre war. Danach heuerte er beim ASK Wilhelmsburg an, wo er allerdings nach nur drei Monaten weiter zum SKN St. Pölten wechselte, wo er Co-Trainer unter Jochen Fallmann und Michael Steiner war.

## Erfolge
- 1 × Meister Landesliga Niederösterreich: 2010